# 国際連合安全保障理事会決議1999
国際連合安全保障理事会決議1999（こくさいれんごうあんぜんほしょうりじかいけつぎ1999、英: United Nations Security Council Resolution 1999: UNSCR1999）は、2011年7月13日に国際連合安全保障理事会で採択された南スーダン情勢に関する決議。

## 概要
国連安保理決議1999は、国連安保理による南スーダンの国連加盟の検討を経て、その結果として、国連総会に対して加盟を認めるべきであると勧告した。決議は南スーダン大統領サルバ・キール・マヤルディからの要請に基づいて安保理に提出され、無投票で採択された。翌7月14日の総会では同国の加盟に特に反対意見は出ず、加盟を認める国連総会決議が全会一致で採択された。これにより南スーダンは国連193番目の加盟国となった。